# Synopeas fuscicola
Synopeas fuscicola är en stekelart som beskrevs av Box 1921. Synopeas fuscicola ingår i släktet Synopeas och familjen gallmyggesteklar. Inga underarter finns listade i Catalogue of Life.